# Jerry Herman
Jerry Herman (10 de juliol de 1931 - 27 de desembre de 2019) va ser compositor i lletrista, conegut pel seu treball de teatre musical a Broadway. Va compondre les partituress dels exitosos musicals de Broadway, Hello, Dolly!, Mame, i La Cage aux folles. Va ser nominat per al premi Tony cinc vegades, i el va guanyar dues vegades, per Hello, Dolly! i La Cage aux folles. El 2009, Herman va rebre el premi Tony per la seva trajectòria en el teatre. També va ser guardonat amb el Premi Kennedy de 2010.